# 劉錫嘏
劉錫嘏（？—？），字純齋，號拙存，順天府通州（今北京通州區）人，清朝政治人物。
劉錫嘏是乾隆三十四年（1769年）己丑科二甲第八名進士。選翰林院庶吉士，散館授編修。官至徐州道。